# Río Apa
Pour les articles homonymes, voir Apa.
Le río Apa est le nom d'une rivière située en Amérique du Sud. Il prend sa source dans les montagnes d'Amambaí (Mato Grosso do Sul) au Brésil et se jette dans le río Paraguay au Paraguay.